# Крест «За выдающиеся лётные заслуги» (Великобритания)
Крест «За выдающиеся лётные заслуги» (англ. The Distinguished Flying Cross (DFC)) — военная награда Великобритании.
Учрежден 3 июня 1918 года. Крестом награждают персонал Королевских военно-воздушных сил за мужество и преданность долгу в период несения службы. Известно всего 48 человек (3 в ходе Первой Мировой и 45 в ходе Второй Мировой войн), награждённых этой наградой трижды (то есть получивших крест с двумя планками).
Крест «За выдающиеся лётные заслуги» выполнен из серебра.
В годы Великой Отечественной войны четверо лётчиков-североморцев были удостоены этой высокой награды. 19 марта 1942 года в торжественной обстановке награды вручал прибывший в Заполярье глава британской миссии в СССР генерал-лейтенант Макфарлан.

## Русский летчик, удостоенный этой награды
Казаков, Александр Александрович — подполковник русской армии, майор британской армии, летчик-ас Первой мировой войны, сбил 17 самолётов лично и 15 в группе. Награждён 24 марта 1919 г.

## Советские лётчики, удостоенные этой награды
- Сафонов Борис Феоктистович — гвардии подполковник, дважды Герой Советского Союза
- Коваленко Александр Андреевич — гвардии подполковник, Герой Советского Союза
- Кухаренко Алексей Никитович — полковник
- Туманов Иван Константинович — майор